# Зеикани (Хунедоара)
Зеикани (рум. Zeicani) насеље је у Румунији у округу Хунедоара у општини Сармизеђетуса. Oпштина се налази на надморској висини од 594 m.

## Становништво
Према подацима из 2002. године у насељу је живело 186 становника, од којих су сви румунске националности.